# Steinfeld (Bajorország)
Steinfeld település Németországban, azon belül Bajorországban. Lakosainak száma 2137 fő (2023. december 31.). Steinfeld Lohr am Main, Neustadt am Main, Roden, Urspringen és Karlstadt községekkel határos.

## Népesség
A település népessége az elmúlt években az alábbi módon változott:
| Lakosok száma | 1090 | 1261 | 1630 | 2212 | 2191 | 2184 | 2154 | 2120 | 2109 | 2137 |
|               | 1875 | 1950 | 1975 | 2011 | 2013 | 2014 | 2016 | 2019 | 2021 | 2023 |